# 2009 w muzyce
Wydarzenia muzyczne w 2009 roku.

## Wydarzenia
- 9 stycznia – przedstawiciele kilkunastu organizacji artystycznych, m.in. Związku Kompozytorów Polskich, Stowarzyszenia Filmowców Polskich, Unii Polskich Teatrów, Stowarzyszenia Pisarzy Polskich, wyrazili „rozczarowanie” nominacją Pawła Milcarka na stanowisko dyrektora Programu II Polskiego Radia
- 15 maja – zakończenie działalności Queen + Paul Rodgers
- 25 sierpnia – irlandzki zespół The Cranberries ogłasza reaktywację po 6 latach od zawieszenia działalności zespołu
- 3 października – grupa Dżem zarejestrowała w katowickim Spodku jubileuszowy koncert 30-lecia istnienia zespołu, wydany później na box 30 urodziny[1]
- 22 października – rozpad indierockowego zespołu The Rakes[2][3]

### Koncerty
- 18 stycznia – The Stranglers – Proxima, Warszawa[4]
- 21 lutego – The Rasmus – Stodoła, Warszawa[5]
- 8 marca – Pete Rock – The Fresh, Warszawa[6]
- 15 marca – Lordi – Progresja, Warszawa
- 30 marca – The Sisters of Mercy – Stodoła, Warszawa[7]
- 22 kwietnia – Per Gessle – Stodoła, Warszawa
- 23 kwietnia – Angie Stone – Sala Kongresowa, Warszawa
- 24 kwietnia – Angie Stone – Dom Muzyki i Tańca w Zabrzu
- 6 maja – Jean-Michel Jarre – Hala Stulecia, Wrocław
- 4 czerwca – Kylie Minogue – Stocznia Gdańska, Gdańsk
- 17 czerwca – Patricia Kaas – Sala Kongresowa, Warszawa[8]
- 23 czerwca – Nine Inch Nails – Poznań, Międzynarodowy Festiwal Teatralny „Malta”[9]
- 17 lipca – Editors – Festiwal w Jarocinie[10]
- 18 lipca – Festiwal w Jarocinie[10]
  - New Model Army
  - IAMX
- 27 i 29 lipca – Suzanne Vega w warszawskiej Sali Kongresowej i gdańskiej Filharmonii Bałtyckiej[11]
- 6 sierpnia – U2 – Stadion Śląski, Chorzów
- 8 sierpnia – The National – Mysłowice, Off Festival[12]
- 9 sierpnia – Wire – Mysłowice, Off Festival[12]
- 14 sierpnia – Lamb – Klub Palladium, Warszawa[13]
- 15 sierpnia – Madonna – Lotnisko Bemowo, Warszawa
- 25 sierpnia – Radiohead – Park Cytadela, Poznań
- 9 października – Tori Amos – Dom Muzyki i Tańca, Zabrze
- 10 października – Tori Amos – Sala Kongresowa, Warszawa
- 17 października – IAMX – Centrum Kultury „Rotunda”, Kraków
- 18 października – IAMX – Stodoła, Warszawa
- 12 listopada – Cinema Bizarre – Progresja, Warszawa
- 19 listopada – Josephine Foster, Andrew Bird – Teatr Rozrywki, Chorzów, w ramach Górnośląskiego Festiwalu
- 5 grudnia – Scorpions – Dom Muzyki i Tańca, Zabrze
- 6 grudnia – Scorpions – Dom Muzyki i Tańca, Zabrze

### Festiwale
- 5 grudnia 2008 – 21 marca 2009 – V Jazzowe Spotkania Filmowe[14]
- 31 stycznia – 7 lutego – XIV Międzynarodowy Konkurs Gitarowy im. Czesława Droździewicza w Krynicy-Zdroju[15]
- 21–22 lutego – XXVIII Międzynarodowy Festiwal Piosenki Żeglarskiej Shanties w Krakowie[16]
- 17–19 kwietnia oraz 23–26 kwietnia – Asymmetry Festival, Wrocław[17]
- 23–25 kwietnia – Blues Rock Jazz Warsaw Festival[18]
- 1-3 maja – III Ogólnopolski Festiwal Las, Woda & Blues[19]
- 16 maja – Konkurs Piosenki Eurowizji 2009
- 22–23 maja – Rafineria Festival 2009 w Poznaniu[20]
- 24–28 czerwca – Glastonbury Festival 2009[21]
- 2-5 lipca
  - Roskilde Festival 2009[22]
  - Open’er Festival 2009[23]
- 10–12 lipca – Festiwal Bluesowo-Rockowy im. Miry Kubasińskiej „Wielki Ogień” w Ostrowcu Świętokrzyskim[24]
- 17–18 lipca – Suwałki Blues Festival 2009[25]
- 17–19 lipca – Festiwal w Jarocinie[10]
- 31 lipca–2 sierpnia – XV Przystanek Woodstock[26]
- 6-9 sierpnia – Off Festival 2009[12][27]
- 28-30 sierpnia – Tauron Nowa Muzyka 2009[28]
- 11–12 września – Soundedit '09 w Łodzi[29]
- 30 września – Progressive Nation 2009[30]

## Urodzili się
- 5 lutego – Carren Eistrup, filipińsko-duńska piosenkarka, modelka i prezenterka telewizyjna
- 10 marca – Mirei Hayashi, japońska piosenkarka i modelka, członkini zespołu SKE48
- 6 kwietnia – Valentina Tronel, francuska piosenkarka
- 20 kwietnia – Calah Lane, amerykańska aktorka i piosenkarka
- 2 lipca – Alexa Swinton, amerykańska aktorka, piosenkarka i autorka tekstów
- 31 sierpnia – Marcus Cabais, filipiński piosenkarz i aktor
- 26 września – Alisha Weir, irlandzka piosenkarka i aktorka
- 3 października – Lissandro, francuski piosenkarz i aktor dubbingowy
- 19 listopada – Temilayo Abodunrin, nigeryjska saksofonistka
- 14 grudnia – Tatiana Mieżencewa, rosyjska piosenkarka

## Zmarli
- 9 stycznia – Dave Dee, brytyjski piosenkarz, gitarzysta i kompozytor, frontmen zespołu Dave Dee, Dozy, Beaky, Mick & Tich (ur. 1941)
- 13 stycznia – Gary Kurfirst, amerykański menedżer m.in. Eurythmics, Jane’s Addiction, Ramones czy B-52 (ur. 1947)
- 14 stycznia – Zdzisław Skwara, polski śpiewak (bas) i pedagog (ur. 1920)
- 15 stycznia – Franciszek Woźniak, polski kompozytor, pianista i pedagog (ur. 1932)
- 16 stycznia – Edmund Kajdasz, polski dyrygent (ur. 1924)
- 20 stycznia – David Newman, amerykański saksofonista (ur. 1933)
- 23 stycznia – George Perle, amerykański kompozytor i teoretyk muzyki (ur. 1915)
- 26 stycznia – Leroy Cooper, amerykański muzyk, saksofonista (ur. 1929)
- 27 stycznia
  - Billy Powell, amerykański muzyk rockowy, klawiszowiec (ur. 1952)
  - Mino Reitano, włoski piosenkarz (ur. 1944)
- 29 stycznia – John Martyn, brytyjski piosenkarz i gitarzysta (ur. 1948)
- 30 stycznia – Krystyna Kobylańska, polska muzykolog i chopinolog (ur. 1925)
- 31 stycznia – Erland von Koch, szwedzki kompozytor (ur. 1910)
- 1 lutego – Lukas Foss, amerykański kompozytor, dyrygent, pianista i pedagog muzyczny (ur. 1922)
- 3 lutego – Bogdan Trochanowski, polski wiolonczelista i kompozytor (ur. 1946)
- 5 lutego – Władysław Bartkiewicz, polski filolog, współtwórca i organizator festiwali opolskich (ur. 1932)
- 7 lutego – Molly Bee, amerykańska piosenkarka country (ur. 1939)
- 8 lutego – Andrzej Bachleda-Curuś, polski śpiewak operowy (tenor) (ur. 1923)
- 14 lutego – Louie Bellson, amerykański perkusista jazzowy pochodzenia włoskiego, bandlider, kompozytor, aranżer i pedagog (ur. 1924)
- 19 lutego
  - Renata Gleinert, polska pianistka, kompozytorka, pedagog (ur. 1938)
  - Miika Tenkula, fiński wokalista, gitarzysta i kompozytor zespołu Sentenced (ur. 1974)
- 23 lutego – Jarosław Mianowski, polski muzykolog (ur. 1966)
- 27 lutego – Bolec, polski wokalista; jeden z pionierów polskiego hip-hopu, aktor (ur. 1971)
- 6 marca – Henri Pousseur, belgijski kompozytor i pedagog (ur. 1929)
- 8 marca
  - Urszula Kaczmarska, polska śpiewaczka, członkini Zespołu Pieśni i Tańca „Śląsk” w latach 1953–1965; pierwsza wykonawczyni piosenki „Karolinka” (ur. 1936)
  - Hank Locklin, amerykański piosenkarz country, autor tekstów (ur. 1918)
- 14 marca – Alain Bashung, francuski piosenkarz, autor tekstów i aktor (ur. 1947)
- 18 marca – Nina Gocławska, polska tancerka i aktorka (ur. 1957)
- 26 marca – John Mayhew, angielski muzyk; perkusista Genesis w latach 1969–1970 (ur. 1947)
- 29 marca – Maurice Jarre, francuski kompozytor, znany głównie jako twórca muzyki filmowej; ojciec Jeana-Michela Jarre’a (ur. 1924)
- 1 kwietnia – Margreta Elkins, australijska śpiewaczka operowa (mezzosopran) (ur. 1930)
- 2 kwietnia – Bud Shank, amerykański muzyk, saksofonista, flecista (ur. 1926)
- 4 kwietnia – Janusz Jędrzejewski, polski kompozytor, twórca muzyki poważnej i rozrywkowej (ur. 1954)
- 14 kwietnia – Stanisław Cejrowski, polski animator i działacz jazzowy (ur. 1939)
- 16 kwietnia – Józef Radwan, polski dyrygent, chórmistrz, organista, profesor sztuki (ur. 1937)
- 27 kwietnia – Jewhenija Mirosznyczenko, radziecka i ukraińska śpiewaczka operowa (sopran koloraturowy), pedagog, Ludowy Artysta ZSRR (1959) (ur. 1931)
- 5 maja – Michał Zduniak, polski perkusista jazzowy (ur. 1958)
- 6 maja – Ean Evans, amerykański gitarzysta basowy (ur. 1960)
- 23 maja – Jacek Nieżychowski, polski aktor, śpiewak operetkowy, artysta kabaretowy, dziennikarz (ur. 1924)
- 2 czerwca – Bogusław Paleczny, polski duchowny katolicki, autor muzyki religijnej (ur. 1959)
- 3 czerwca – Koko Taylor, amerykańska piosenkarka bluesa (ur. 1928)
- 7 czerwca – Hugh Hopper, brytyjski muzyk, legenda jazzu, lider grupy Soft Machine (ur. 1945)
- 16 czerwca – Charlie Mariano, amerykański saksofonista jazzowy (ur. 1923)
- 25 czerwca – Michael Jackson, amerykański piosenkarz, lider grupy The Jackson 5 nazywany „królem popu” (ur. 1958)
- 26 czerwca – Erhard Karkoschka, niemiecki kompozytor (ur. 1923)
- 30 czerwca – Pina Bausch, niemiecka choreografka tańca współczesnego (ur. 1940)
- 1 lipca – Ludmiła Zykina, rosyjska pieśniarka (ur. 1929)
- 4 lipca – Allen Klein, amerykański biznesmen i producent muzyczny (ur. 1931)
- 10 lipca – Edward Downes, angielski dyrygent (ur. 1924)
- 11 lipca
  - Andrzej Tylczyński, polski autor tekstów piosenek, dziennikarz, tłumacz, satyryk (ur. 1925)
  - Witold Gruca, polski tancerz i choreograf (ur. 1927)
- 21 lipca
  - John Dawson, amerykański wokalista, kompozytor i gitarzysta (ur. 1945)
  - Marcel Jacob, szwedzki basista rockowy (ur. 1964)
- 26 lipca – Merce Cunningham, amerykański tancerz, choreograf (ur. 1919)
- 6 sierpnia – Willy DeVille, amerykański muzyk, gitarzysta piosenkarz i autor piosenek (ur. 1950)
- 12 sierpnia – Rashied Ali, amerykański perkusista jazzowy (ur. 1935)
- 13 sierpnia – Les Paul, amerykański gitarzysta jazzowy, wynalazca w zakresie technik nagrywania i gitar elektrycznych (ur. 1915)
- 18 sierpnia – Hildegard Behrens, niemiecka śpiewaczka operowa (sopran dramatyczny) (ur. 1937)
- 20 sierpnia
  - Zofia Komedowa, polska miłośniczka jazzu, organizatorka, promotorka i manager, żona Krzysztofa Komedy (ur. 1929)
  - Henryk Leszczyński, polski prawnik, kompozytor, cytrzysta (ur. 1923)
- 26 sierpnia – Ellie Greenwich, amerykańska piosenkarka popowa, kompozytorka i producent muzyczny (ur. 1940)
- 1 września
  - Jake Brockman, brytyjski muzyk rockowy, pianista zespołu Echo & the Bunnymen (ur. 1955)
  - Erich Kunzel, amerykański dyrygent (ur. 1935)
- 5 września – Mike Alexander, brytyjski gitarzysta basowy (ur. 1977)
- 11 września – Jim Carroll, amerykański pisarz, muzyk (ur. 1950)
- 13 września – Clarence „C.J.” Jenkins, amerykański basista thrashmetalowej grupy Faith or Fear (ur. 1959)
- 16 września – Filip Nikolic, francuski piosenkarz, kompozytor i aktor (ur. 1974)
- 17 września – Leon Kirchner, amerykański kompozytor, dyrygent i pianista (zm. 1919)
- 25 września – Alicia de Larrocha, hiszpańska pianistka (ur. 1923)
- 2 października – Maryanne Amacher, amerykańska kompozytorka muzyki współczesnej (ur. 1938)
- 4 października – Mercedes Sosa, argentyńska pieśniarka (ur. 1935)
- 5 października – Giselher Klebe, niemiecki kompozytor (ur. 1925)
- 10 października – Stephen Gately, irlandzki piosenkarz, członek irlandzkiego boysbandu Boyzone (ur. 1976)
- 13 października – Al Martino, amerykański piosenkarz i aktor (ur. 1927)
- 17 października – Carla Boni, właśc. Carla Gaiano, włoska piosenkarka, zwyciężczyni Festiwalu Piosenki Włoskiej w San Remo (1953) (ur. 1925)
- 28 października – Taylor Mitchell, kanadyjska wokalistka (ur. 1990)
- 7 listopada – Jan Tyszkiewicz, polski kompozytor i dziennikarz radiowy (ur. 1927)
- 8 listopada – Arda Mandikian, grecka śpiewaczka operowa ormiańskiego pochodzenia (sopran) (ur. 1924)
- 15 listopada – Derek B, brytyjski raper (ur. 1965)
- 20 listopada – Elisabeth Söderström, szwedzka śpiewaczka operowa (sopran) (ur. 1927)
- 24 listopada – Toni Keczer, polski wokalista zespołu Czerwono-Czarni (ur. 1935)
- 2 grudnia
  - Andrzej Jastrzębiec-Kozłowski, polski poeta, literat oraz autor tekstów piosenek (ur. 1935)
  - Vjekoslav Šutej, chorwacki dyrygent (ur. 1951)
  - Eric Woolfson, szkocki piosenkarz i autor tekstów, współzałożyciel Alan Parsons Project (ur. 1945)
- 25 grudnia – Vic Chesnutt, amerykański muzyk folkowy (ur. 1964)
- 28 grudnia – The Rev, perkusista amerykańskiego zespołu Avenged Sevenfold (ur. 1981)
- 31 grudnia – Gwidon Borucki, polski aktor, muzyk, piosenkarz, żołnierz armii gen. Andersa (ur. 1912)

## Albumy

### polskie
- 12 stycznia – Breakout Festiwal 2007 – Wysłuchaj mojej pieśni Panie – różni wykonawcy
- 19 stycznia – Ramona Rey 2 – Ramona Rey
- 20 stycznia – Warto żyć – Krzysztof Krawczyk
- 26 stycznia – Iron Curtain – SBB
- 28 stycznia – Der Prozess – Armia
- 31 stycznia – Infinity – Kapela ze Wsi Warszawa
- 2 lutego
  - Złoty pył – Bank
  - Radioskun – The Marians
- 5 lutego – Song.pl – Robert Janowski
- 13 lutego – Jedynka – Kumka Olik
- 16 lutego
  - Death Then Nothing – Armagedon
  - Na żywo w Studio – Happysad
- 26 lutego – O.C.B. – O.S.T.R.
- 27 lutego – Pectus – Pectus
- 28 lutego
  - Emotions – Krzysia Górniak
  - Rock’n’Roll umarł? – Rockaway
- 7 marca – Złoto Azteków – Komety
- 9 marca
  - 25 – Shakin’ Dudi
  - Nowy dzień – Ametria
  - Playing with Pop – Afromental
  - Warning – Antigama
- 11 marca
  - Tatango – Rafał Olbrychski
  - Puzzle – Ziyo
- 13 marca
  - Do zobaczenia – Grzegorz Turnau
  - Zachwyt – Ryszard Rynkowski
  - Indios Bravos – Indios Bravos
  - Cicho – Ewa Farna
- 16 marca – Pentral – Jacaszek
- 17 marca – Koncert w teatrze – 2Tm2,3
- 20 marca – To mój czas – Justyna Steczkowska
- 25 marca – Songs for the Gatekeeper – Czesław Śpiewa
- 27 marca
  - Trio – Lipali
  - Code – Matt Kowalsky
  - Faith, Hope + Fury – Pati Yang
  - Cyfrowy styl życia – Sidney Polak
- 30 marca – Spis rzeczy ulubionych – Andrzej Piaseczny
- 4 kwietnia – Doremifasofa – SOFA
- 15 kwietnia – Szukam domu – New Life’m
- 17 kwietnia
  - It’s That Girl Again – Basia
  - Droga – Hemp Gru
  - Herezje – Mezo
  - Słowo ma moc – Mezo
- 20 kwietnia
  - Poeci – różni wykonawcy
  - Klimaty 2009 – DKA
- 24 kwietnia
  - Miliony Monet – Mrozu
  - Iluzjon cz. I – Reni Jusis
  - First Time – Button Hackers
  - Krótka Wiadomość Tekstowa – Plateau
  - Między dźwiękami – Łukasz Zagrobelny
  - Poste restante – Fundacja 1
- 27 kwietnia – Closer – Mika Urbaniak
- 1 maja – Bryllowanie – Marcin Styczeń
- 4 maja – Kupując czerń – Radio Bagdad
- 5 maja – Hat, Rabbit – Gaba Kulka
- 9 maja – Złodzieje czasu – Trzeci Wymiar
- 11 maja – Future Time – Made in Poland
- 15 maja
  - Łąki Landa – Łąki Łan
  - Od Wschodu do Zachodu – Goya
  - Bar Nostalgia – Joanna Dark
- 18 maja
  - Mały Książę – Michał Żebrowski
  - Torpedo Los – Blade Loki
  - Kupując czerń – Radio Bagdad
- 20 maja – Smooth Festival „Złote Przeboje” Bydgoszcz 2009 – różni wykonawcy
- 22 maja
  - RubikOne – Piotr Rubik
  - Torpedo los!!! – Blade Loki
- 29 maja
  - Golec uOrkiestra 5 – Golec uOrkiestra
  - Shuruvath – Michał Rudaś
  - At Carnegie Hall – Piotr Anderszewski
- 1 czerwca
  - Bez Udziału Gwiazd – Agnieszka Chrzanowska
  - Spis treści – Maria Sadowska
- 5 czerwca
  - Antena – Elektryczne Gitary
- 6 czerwca
  - Dzieło sztuki – Fabuła
  - Powrócifszy... – Warszafski Deszcz
- 8 czerwca
  - Pan i Pani – Anna Wyszkoni
  - Feel 2 – Feel
- 15 czerwca
  - Orbital 20 – Orbital
  - 2009 – Stachursky
  - Masakra na Wałbrzyskiej, czyli zbiór wesołych piosenek o miłości, tolerancji i wzajemnym poszanowaniu – Zacier
- 20 czerwca
  - Normal – Karolina Glazer
  - Powrót do Gry – Filip Sojka
- 22 czerwca
  - Optymizmu gram – Bogusław Nowicki
  - FAQ – Pulsarus
- 27 czerwca – Proceder – Chada
- 1 lipca – Inwazja porywaczy ciał – Donguralesko & Matheo
- 13 lipca
  - Zaczarowane miasto – Sławomir Łosowski
  - Noc w Ekwadorze – Tercet Egzotyczny
- 17 lipca – Gajcy! – różni wykonawcy
- 31 lipca – Addis Abeba – Maleo Reggae Rockers
- 3 sierpnia – Czuwaj z wiarą. Piosenki z Powstania Warszawskiego – Dzieci z Brodą i Goście
- 7 sierpnia – Evangelion – Behemoth
- 10 sierpnia
  - My Music – My Pleasure – DJ Remo
  - AOK – Mandaryna
- 17 sierpnia – Wojowniczka – Gosia Andrzejewicz
- 23 sierpnia – Fakty i fikcje – Ga-Ga/Zielone Żabki
- 24 sierpnia – This Bread Is Mine – Believe
- 1 września – Obrazki z wystawki – Bielizna
- 9 września – Jeden na milion – Onar
- 10 września – Note2 – Tede
- 11 września – W stronę Krainy Łagodności – vol. 1 – różni wykonawcy[31]
- 14 września
  - Skała – Kayah
- 17 września
  - 39/89 – Zrozumieć Polskę – L.U.C.
  - Na serio – Rychu Peja SoLUfka
- 18 września
  - Dwuznacznie – Te-Tris
  - Chopin – Koncerty Fortepianowe – Rafał Blechacz
- 21 września
  - Emotronica – Grzech Piotrowski
  - Sasha – Sasha Strunin
- 23 września – Ano – BiFF
- 25 września
  - Iluzjoniści – Sumptuastic
  - Dziwny ten świat – opowieść Niemenem – Janusz Radek
- 26 września – Telehon – Pablopavo & Ludziki
- 28 września – Hurra – Kult
- 5 października – Uncovered – AudioFeels
- 6 października
  - Summer Remains – Dick4Dick
- 8 października – Myśmy rebelianci – De Press
- 9 października – Siesta 5: muzyka świata – różni wykonawcy[32][33][34][35]
- 16 października – Dark Eyes – Tomasz Stańko
- 23 października – Miłość! Uwaga! Ratunku! Pomocy! – Hey
- 26 października – Kalambury – Pustki
- 30 października
  - 9 – IRA
  - Wakacje i prezenty – Hurt
  - Zawsze czegoś brak – Budka Suflera
- 2 listopada – Psychodancing 2 – Maciej Maleńczuk
- 6 listopada – Piosenki z serialu Siedem życzeń – Banda i Wanda
- 12 listopada – Kanapka z człowiekiem i trzy zapomniane piosenki – Przemysław Gintrowski
- 13 listopada
  -  Odjazd – Renata Przemyk
  - Hard Land of Wonder – Anita Lipnicka
  - 13 – Waldemar Kasta
- 16 listopada
  - Antyszanty – Spięty
  - Strażnik Światła – Turbo
- 27 listopada – Freak – Armia
- 30 listopada – Na przekór nowym czasom – live – Andrzej Piaseczny, Seweryn Krajewski
- 6 grudnia – Prawdziwa historia – Macca Squad

### zagraniczne
- styczeń – Henry Cow 40th Anniversary Box Set – Henry Cow
- 20 stycznia – Noble Beast – Andrew Bird
- 26 stycznia – Working on a Dream – Bruce Springsteen
- 20 lutego – No Sacrifice, No Victory – Hammerfall
- 23 lutego – Invaders Must Die – The Prodigy
- 27 lutego – No Line on the Horizon – U2
- 10 marca – All I Ever Wanted – Kelly Clarkson
- 25 marca – Next Level – Ayumi Hamasaki
- 6 kwietnia – Two Suns – Bat for Lashes
- 20 kwietnia – Sounds of the Universe – Depeche Mode
- 1 maja – Future Memories – ATB
- 15 maja
  - 21st Century Breakdown – Green Day
  - Abnormally Attracted to Sin – Tori Amos
  - Here Comes the Sun – Jay Delano
- 18 maja – The Liberty of Norton Folgate – Madness
- 19 maja
  - Blackout! 2 – Method Man & Redman
  - Kingdom of Welcome Addiction – IAMX[36]
  - Relapse – Eminem
- 29 maja – Fairytales – Alexander Rybak
- 2 czerwca – Mitchel Musso – Mitchel Musso
- 3 czerwca – The Energy Never Die (The E.N.D) – The Black Eyed Peas
- 5 czerwca – West Ryder Pauper Lunatic Asylum – Kasabian
- 8 czerwca – Battle for the Sun – Placebo
- 10 czerwca – Khallini Shoufak – Najwa Karam
- 11 czerwca – Guilty Pleasure – Ashley Tisdale
- 15 czerwca – Evacuate the Dancefloor – Cascada
- 16 czerwca – Lines, Vines and Trying Times – Jonas Brothers
- 22 czerwca
  - Everything Is New – Jack Peñate
  - Music for Men – Gossip
- 23 czerwca – Dopium – U-God
- 21 lipca – Here We Go Again – Demi Lovato
- 4 sierpnia – Julian Plenti is... Skyscraper – Julian Plenti
- 9 sierpnia – Last Look at Eden – Europe
- 21 sierpnia – ToyZ – Cinema Bizarre
- 24 sierpnia
  - Čuovgga Áirras (Sterna Paradisea) – Mari Boine
  - Ellipse – Imogen Heap
  - One Love – David Guetta
- 25 sierpnia – BANG! – Cinema Bizarre
- 28 sierpnia – The Time of Our Lives (EP) – Miley Cyrus
- 9 września – We the Fallen – Psyclon Nine
- 14 września – Dresden – Jan Garbarek
- 28 września – Bass Generation – Basshunter
- 29 września
  - Brand New Eyes – Paramore
  - Dear Agony – Breaking Benjamin
  - Black Gives Way to Blue – Alice in Chains
- 2 października – Humanoid – Tokio Hotel
- 6 października
  - Sonic Boom – KISS
  - Kaleidoscope – Tiësto
- 16 października
  - Liebe ist für alle da – Rammstein
  - Design Your Universe – Epica
- 26 października – Virtuální – Ewa Farna
- 30 października – An Acoustic Night at the Theatre – Within Temptation
- 2 listopada – B – I Am Kloot
- 6 listopada
  - The Circle – Bon Jovi
  - Reality Killed the Video Star – Robbie Williams
- 16 listopada – Pohledy do duše – Marek Ztracený
- 17 listopada
  - Addicted – Devin Townsend
  - Believers Never Die: Greatest Hits – Fall Out Boy
  - My World – Justin Bieber
  - Ultraviolet – Kid Sister
- 18 listopada – The Fame Monster – Lady Gaga
- 23 listopada – Rated R – Rihanna
- 8 grudnia
  - Graffiti – Chris Brown
  - Malice n Wonderland – Snoop Dogg
  - This Is War – Thirty Seconds to Mars

## Muzyka poważna
- 13. Międzynarodowy Konkurs Pianistyczny im. Van Cliburna

## Opera
- Philip Glass – Kepler, premiera 20 września, Linz, Austria
- Regle, Franciszek Łojas-Kośla (libretto), Stanisława Trebunia-Staszel (reżyseria) – Naski świat (opera góralska), prapremiera 21 lipca, Poronin
- Paul Moravec – The Letter, premiera 25 lipca, Santa Fe Opera, USA
- Thanapoom Sirichang – The Lunch Box
- Michael Nyman – Sparkie: Cage and Beyond, z Carsten Nicolai
- Alexander Goehr – Promised End, opera in twenty-four preludes to words from Shakespeare's King Lear
- Rufus Wainwright – Prima Donna

## Filmy muzyczne
| Produkcja (państwo) | Tytuł                           | Reżyser         | W rolach głównych                                |
| ------------------- | ------------------------------- | --------------- | ------------------------------------------------ |
| Stany Zjednoczone   | Hannah Montana: Film            | Peter Chelsom   | Miley Cyrus i Lucas Till                         |
| Polska              | Kochaj i tańcz                  | Bruce Parramore | Izabella Miko i Mateusz Damięcki                 |
| Iran                | Nikt nie rozumie perskich kotów | Bahman Ghobadi  | Hamed Behdad, Negar Shaghaghi, Ashkan Koshanejad |

## Nagrody
- 9 stycznia – Diamentowa Batuta dla Stanisława Skrowaczewskiego
- 14 stycznia – XVI edycja Paszportów Polityki – laureaci kategorii muzycznych: Artur Ruciński (muzyka poważna) oraz Maria Peszek (muzyka popularna)
- 8 lutego – 51. ceremonia wręczenia nagród Grammy
- 20 kwietnia – Fryderyki 2009
- 16 maja – Konkurs Piosenki Eurowizji 2009 – Alexander Rybak – „Fairytale”
- 5 czerwca – Grand Prix Jazz Melomani 2008, Łódź, Polska
- 8 września – ogłoszenie zwycięzcy nagrody Barclaycard Mercury Prize 2009 – raper Speech Debelle za album Speech Therapy[37]
- 5 listopada – EMA (Europe Music Awards) 2009